# Perizoma rivinata
Perizoma rivinata är en fjärilsart som beskrevs av F R 1837. Perizoma rivinata ingår i släktet Perizoma och familjen mätare. Inga underarter finns listade i Catalogue of Life.